# Alexandre Étard
Alexandre Léon Étard, né le 6 janvier 1852 à Alençon et mort le 1er mai 1910 à Paris, est un chimiste français.
Étard fut préparateur au Laboratoire de Wurtz à l’École pratique des hautes études, et devint membre de la Société chimique de Paris en 1875. 
Il a donné son nom à la réaction d'oxydation des groupes méthyle liés aux cycles aromatiques ou aux hétérocycles par le chlorure de chromyle qu'il a découverte, la réaction d'Étard. D'ailleurs, le chlorure de chromyle est parfois aussi appelé « réactif d'Étard ».

## Publications
- Les Nouvelles Théories chimiques, Paris, G. Masson, 1895, 196 p., fig., in-16, (OCLC 457692210).
- La biochimie et les chlorophylles, Masson et Cie (Paris), 1906. Texte en ligne disponible sur LillOnum